# 유고슬라비아 공산주의자동맹
유고슬라비아 공산주의자동맹(세르보크로아트어: Savez komunista Jugoslavije, 약칭:SKJ) 또는 1952년까지 유고슬라비아 공산당(세르보크로아트어: Komunistička partija Jugoslavije, 약칭:KPJ)은 구유고슬라비아의 집권당으로 1952년부터 신헌법 제정 이래 1989년까지 세르비아, 크로아티아 일대의 옛 유고슬라비아 연방 구성 국가에서 막강한 권력을 가지고 있었다. 1948년까지 이 정당은 공산당이었으나, 요시프 브로즈 티토가 반대파를 대거 숙청하면서 1인 정당이 되었고, 1980년 티토가 사망할 무렵에는 정당이라고 보기 어려울 정도로 조직이 거의 와해되어 있었다. 1989년 유고슬라비아 전쟁이 발발하기 직전에 활동이 금지되었고, 그해에 유고슬라비아의 해체가 시작되면서 티토 잔당이 체포되었다.

## 코민포름과 제명과 반대파 대숙청
제2차 세계대전 종전 이후 요시프 티토는 서방 국가와의 친교 강화를 주장하며 공산주의 국가와의 친교를 소홀히 하였다. 이에 코민포름은 유고슬라비아 공산주의자 동맹을 기회주의, 반공주의 행보라고 비판하며 제명할 것을 결의하였고 1948년 개최된 코민포름 대회에서 만장일치로 제명되었다. 유고슬라비아 공산주의자 연맹이 코민포름에서 제명된 이후 티토는 당내 소련파를 대거 숙청하며 피바람을 일으켰고, 이에 따라 티토에 충성하는 민족주의 세력만이 남게 되었다.

## 하위 조직
- 보스니아 헤르체고비나 공산주의자동맹
- 크로아티아 공산주의자동맹
- 마케도니아 공산주의자동맹
- 몬테네그로 공산주의자동맹
- 세르비아 공산주의자동맹
  - 보이보디나 공산주의자동맹
- 슬로베니아 공산주의자동맹
- 코소보 공산주의자동맹

## 같이 보기
- 소련 공산당